# بهیه نخجوانی
بهیه نخجوانی نویسنده بهایی است که در اوگاندا بزرگ شد و در انگلستان و ایالات متحده آمریکا تحصیل کرده‌است. در حال حاضر، او در فرانسه زندگی و تدریس می‌کند. وی در بلژیک، ادربیات اروپا و آمریکا را فراگرفت.
در سال ۲۰۰۷، بهیه تخجوانی دکترای افتخاری از دانشگاه لیگی دریافت کرد. کتاب‌های او به چندین زبان ترجمه شده‌است.

## رمان‌ها
نخستین رمان او، خورجین-افسانه ای برای افراد شکاک و جویا، فروشی جهانی داشت. این کتاب، وقایع فلات نجد را همراه با مهاجران بین مکه و مدینه در سال ۱۸۴۴–۱۸۴۵ توصیف می‌کند. در این داستان، یک خورجین مرموز دست به دست می‌چرخد و بر زندگی هر شخص اثر می‌گذارد. شخصیت‌های اصلی رمان، دزد، عروس، سالار، معامله گر، برده، مهاجر، کشیش، درویش و جنازه است.
رمان کاغذ- رویاهای یک کاتبحکایتی پیرامون یک کاتب است که به دنبال کاغذی عالی برای نوشتن شاهکارهایش می‌گردد. این داستان در ماکو، شهری مرزی در شمال غربی ایران و بین تابستان ۱۸۴۷ و بهار ۱۸۴۸ رخ می‌دهد. این رمان ۱۹ فصل دارد که با قرینه حول پنج رؤیا ساختاربندی شده‌است. سایر شخصیت‌های اصلی کتاب مولا، بیوه، قرقاول، مادرش و دختر و زندانبان هستند.
رمان سوم او، زنی که بیش از حد مطالعه کرد نیز در میانه سده ۱۹ رخ داده‌است و دربارهٔ طاهره قره العین است؛ شاعر و ادیبی اهل قزوین که با کنارزدن روبنده خود مقامات سیاسی قاجار و انجمن‌های تندروی مذهبی را شوکه کرد. این زن قهرمان متعلق به اوایل تاریخ بهائیت و یکی از اولین پیروان باب است. این رمان با دیدگاه‌های گردان به ۴بخش تقسیم شده‌است: مادر، خواهر، دختر و همسر. داستان حول دستگیری، حبس، شکنجه و اعدام این شاعر مرموز می‌چرخد و درعین حال تأثیر او بر شهردار، وزیر، مولا و شاه را به تصویر می‌کشد. در سال ۲۰۰۷، این کتاب یه فرانسوی و ایتالیایی و در سال ۲۰۰۸–۲۰۰۸ به کره ای و اسپانیایی ترجمه شد. هم چنین برای جایزه لطیفه یاشاطر نامزد شد و در سال ۲۰۱۵ توسط خبرگزاری استنفورد یونیورسیتی به انگلیسی چاپ شد.